# European Football League
A European Football League (EFL) é o principal torneio de futebol americano na Europa após a extinção da NFL Europa, é um torneio curto composto pelos times campeões das várias ligas européias com formato semelhante a da UEFA Champions League. O jogo final do campeonato é chamado de Eurobowl.

## Campeões do Eurobowl
| Títulos | Time                 | Ano                                |
| ------- | -------------------- | ---------------------------------- |
| 6       | Braunschweig Lions   | 1999, 2003, 2015, 2016, 2017, 2018 |
| 5       | Vienna Vikings       | 2004, 2005, 2006, 2007, 2013       |
| 3       | Bergamo Lions        | 2000, 2001, 2002                   |
| 3       | Hamburg Blue Devils  | 1996, 1997, 1998                   |
| 3       | Swarco Raiders Tirol | 2008, 2009, 2011                   |
| 2       | Berlin Adler         | 2010, 2014                         |
| 2       | Amsterdam Crusaders  | 1991, 1992                         |
| 2       | London Olympians     | 1993, 1994                         |
| 1       | Taft Vantaa          | 1986                               |
| 1       | Helsinki Roosters    | 1988                               |
| 1       | Legnano Frogs        | 1989                               |
| 1       | Manchester Spartans  | 1990                               |
| 1       | Düsseldorf Panther   | 1995                               |
| 1       | Calanda Broncos      | 2012                               |